# Geneviève Grad
Geneviève Grad (n. 5 iulie 1944, Paris, Île-de-France, Franța – d. 7 noiembrie 2024, La Chaussée-Saint-Victor, Centre-Val de Loire, Franța) a fost o actriță franceză.
Genevieve Gabrielle Grad a fost o actriță de origine franceză, născută la Paris în Franța. Tatăl său a lucrat ca tipograf pentru „France-evening”. La început și-a dorit să devină dansatoare. La 15 ani merge la Roma pentru a da un test pentru filmul The Teenagers, dar nu a obținut niciun angajament. La Roma îl întâlnește pe Michel Boisrond și obține rolul domnișoarei Martine Carol în One evening on the beach. În anul 1961 joacă rolul Isabelle în filmul Căpitanul Fracasse alături de Jean Marais. În anul 1963 joacă rolul lui Mary Ann în celebra serie Sandokan, la tigre di Mompracem. După aceea, rolurile primite au fost din ce în ce mai multe, împărțindu-se între cinema și teatru. Din 1964 până în 1968, ea joacă rolul lui Nicole Cruchot, fiica comisarului Ludovic Cruchot (Louis de Funes) în primele trei filme ale seriei: Jandarmul din Saint-Tropez, Jandarmul la New York și Jandarmul se însoară. După acest lung turneu, ea decide să facă o pauză cu această profesie obositoare și se refugiază la prieteni, în Gers. În această perioadă îl întâlnește pe Igor Bogdanoff, fratele geamăn al lui Grichka Bogdanoff, împreună cu care a avut un fiu, Dimitri. Devine asistent de director la postul de televiziune TF1, vânzător de antichități în orașul Vendôme, unde locuia. În primăvara anului 1993, la data de 19 martie, se căsătorește cu Jean René André Yvon Guillaume, de profesie arhitect. După 11 ani de conviețuire cu acesta, ea își reîncepe activitatea cinematografică, cu Paul Guers ca partener, în Flash Love în 1972 și Sexual Freedoms în 1977. Între anii 1960 și 1970, joacă în numeroase filme și seriale de televiziune. A colaborat cu foarte mulți actori consacrați: Jean-Claude Brialy, Jean Marais ș.a.m.d.

## Filmografie
- 1961 Căpitanul Fracasse (Le capitaine Fracasse), regia Pierre Gaspard-Huit
- 1962 Arsène Lupin contra Arsène Lupin (Arsène Lupin contre Arsène Lupin), regia Édouard Molinaro
- 1963 Sandokan - Le Tigre de Bornéo (Sandokan, la tigre di Mompracem), regia Umberto Lenzi
- 1964 Jandarmul din Saint-Tropez (Le gendarme de Saint-Tropez), regia Jean Girault
- 1965 Jandarmul la New York (Le gendarme à New York), r. Jean Girault
- 1968 Jandarmul se însoară (Le gendarme se marie), r. Jean Girault